# Cơn thịnh nộ của Carrie
Cơn thịnh nộ của Carrie (tựa gốc: Carrie) là một phim kinh dị siêu nhiên 2013 của Mỹ do Kimberly Peirce đạo diễn và bản chuyển thể thứ ba từ cuốn tiểu thuyết cùng tên năm 1974 của Stephen King. Diễn viên Chloë Grace Moretz thủ vai nhân vật chính Carrie White, bên cạnh là Julianne Moore vai Margaret White. Các diễn viên khác gồm có Judy Greer, Portia Doubleday, Gabriella Wilde, Ansel Elgort và Alex Russell

## Nội dung
Margaret White, một người phụ nữ cuồng tín tôn giáo, ngồi một mình trên giường trong nhà và sinh ra một bé gái. Cô định giết đứa con sơ sinh nhưng thay đổi ý định.
Nhiều năm sau, con gái cô, Carrie White, một cô gái nhút nhát, không quyết đoán, sắp tốt nghiệp trường trung học Ewen ở Maine. Trong lúc tắm sau khi tập thể dục ở trường, Carrie trải qua kỳ kinh nguyệt đầu tiên. Chưa bao giờ được dạy để chuẩn bị cho điều này, cô tin rằng mình đang chảy máu đến chết và chạy ra khỏi phòng tắm la hét để xin giúp đỡ. Các cô gái khác chế giễu Carrie bằng cách ném băng vệ sinh và miếng đệm vào người cô. Christine "Chris" Hargensen quay phim lại sự việc bằng điện thoại thông minh của cô ta và tải nó lên YouTube. Cô Rita Desjardin, giáo viên thể dục, an ủi Carrie và đưa cô về nhà với Margaret, người tin rằng kinh nguyệt là một tội lỗi. Margaret yêu cầu Carrie kiêng tắm chung với những người khác. Khi Carrie từ chối, Margaret lấy cuốn Kinh thánh đập vào trán cô và nhốt cô vào "tủ cầu nguyện". Khi Carrie hét lên để được thoát ra, một vết nứt xuất hiện trên cửa và cây thánh giá trong tủ đột nhiên chảy máu. Carrie bắt đầu trải qua nhiều dấu hiệu hơn trong những ngày sắp tới cho thấy cô có khả năng psychokinesis. Cô nghiên cứu khả năng của mình, học cách khai thác nó.
Cô Desjardin thông báo với những cô gái đã trêu chọc Carrie rằng họ sẽ bị phạt vì hành vi của họ. Chris từ chối nên bị đình chỉ học tập và bị cấm tham dự vũ hội sau khi phủ nhận cáo buộc và từ chối giao nộp điện thoại của cô. Chris thề sẽ trả thù Carrie. Sue Snell thấy hối hận trong vụ trêu chọc Carrie. Để chuộc lỗi, cô đề nghị bạn trai mình, Tommy Ross, đưa Carrie đến đêm vũ hội. Carrie chấp nhận lời mời của Tommy và may váy dạ hội ở nhà. Mẹ cô, Margaret, cấm Carrie tham dự vũ hội. Yêu cầu mẹ cô hồi phục, Carrie biểu lộ siêu năng lực phát triển của cô. Margaret tin rằng sức mạnh này đến từ ác quỷ và là bằng chứng cho thấy Carrie đã bị biến chất bởi tội lỗi. Trong khi đó, Chris, bạn trai của cô, Billy Nolan, và những người bạn của anh ta lên kế hoạch trả thù Carrie. Họ lấy máu lợn cho vào một cái xô.
Trong đêm vũ hội, Margaret cố gắng ngăn không cho Carrie đi, nhưng Carrie sử dụng sức mạnh để nhốt mẹ cô trong tủ. Tại vũ hội, Carrie rất lo lắng và nhút nhát, nhưng Tommy đã giúp cô thấy thoải mái. Nằm trong kế hoạch của Chris và Billy, bạn của Chris, Tina Blake, đã bí mật bỏ những lá phiếu giả vào hộp đựng phiếu, trong đó vinh danh Carrie và Tommy là nữ hoàng và vua vũ hội. Ở nhà, Sue nhận được một tin nhắn từ Chris, ngụ ý nói về âm mưu làm bẽ mặt Carrie. Sue lái xe đến vũ hội, đến đúng lúc Carrie và Tommy sắp đăng quang. Billy cảnh báo Chris không được nói với bất kỳ ai về cái xô vì đây là vụ tấn công có thể phạm tội hình sự; Chris đồng ý không nói gì. Sue nhìn thấy xô máu lơ lửng phía trên Carrie và cố gắng cảnh báo mọi người. Cô Desjardin nhốt Sue bên ngoài, nghi ngờ Sue định làm hại Carrie.
Chris đổ máu xuống Carrie và Tommy. Nicki phát "video phòng tắm" của Carrie lên màn hình lớn trên sân khấu khiến một số người bật cười. Carrie đẩy cô Desjardin bằng sức mạnh của mình khi cô Desjardin muốn giúp cô. Cái xô rơi xuống đầu Tommy, giết chết anh ta. Quá tức giận, Carrie trả thù bằng cách sử dụng siêu năng lực giết gần hết sinh viên trong phòng, nhưng tha mạng cho cô Desjardin. Một dây điện bị rò rỉ hòa vào vũng nước và một ngọn lửa bùng lên. Khi ngôi trường bốc cháy, Carrie bỏ đi, để lại cảnh tượng kinh hoàng phía sau. Chris và Billy cố gắng lái xe đi, nhưng Carrie đã làm chiếc xe bị va đập, giết chết Billy. Chris cố gắng tông Carrie, nhưng Carrie nâng chiếc xe lên và ném nó vào trạm xăng, giết chết Chris. Carrie cho cột điện ngã xuống, đốt cháy chiếc xe.
Carrie về đến nhà, tắm rửa và sau đó thay váy ngủ. Carrie rơi nước mắt kể cho Margaret nghe về vụ chơi khăm. Carrie và Margaret ôm hôn và Margaret kể lại quá trình thụ thai Carrie. Sau khi ngủ chung giường với chồng, họ đã bị khuất phục trước sự cám dỗ, và sau khi cầu nguyện sức mạnh, bố của Carrie đã cưỡng hiếp Margaret, người rất thích trải nghiệm này. Sau cuộc nói chuyện, Margaret đâm dao vào lưng Carrie. Bà tuyên bố rằng bà phải giết Carrie để ngăn chặn ác quỷ chiếm hữu cô lần nữa và tấn công Carrie, nhưng Carrie đã giết bà bằng nhiều đồ vật sắc nhọn. Carrie trở nên điên cuồng và làm mưa đá từ trên trời rơi xuống để phá nát ngôi nhà. Khi Sue đến, Carrie tức giận nâng cô ta lên nhưng phát hiện ra Sue đang mang thai một bé gái. Carrie bảo vệ Sue và ném cô ta ra khỏi nhà đến khu vực an toàn khi ngôi nhà sụp đổ, dường như cũng giết chết Carrie. Sau khi đưa ra lời khai trước tòa về đêm vũ hội, Sue đến thăm mộ của Carrie và Margaret, nơi đã bị ghi dòng chữ "CARRIE WHITE BURNS IN HELL", và đặt hoa hồng trắng bên bia mộ. Khi cô rời đi, bia mộ bắt đầu nứt ra và tiếng hét giận dữ của Carrie vang lên.